# Rhosllanerchrugog
Rhosllanerchrugog es una localidad situada en el condado de Wrexham, en Gales (Reino Unido), con una población estimada a mediados de 2016 de 13 517 habitantes.
Se encuentra ubicada al noreste de Gales, a poca distancia de la frontera con Inglaterra y del mar de Irlanda.